# Erann DD
Erann David Drori (født 7. september 1967), bedre kendt som Erann DD, er en dansk sanger og sangskriver.

## Opvækst og uddannelse
Erann er født og opvokset i en yeminittisk-jødisk familie i København. Som 12-årig blev han sendt på klosterskole i Israel i tre år. Efter at have droppet ud af gymnasiet påbegyndte Erann en uddannelse som pilot, men den blev også valgt fra til fordel for musikken.

## Karriere
Han debuterede som sanger i funkbandet Zapp Zapp i starten af 1990'erne. Fra 1995 til 1996 udsendte han to albums med duoen Drori-Hansen Furniture, der bestod af Erann på frontvokal og gymnasiekammeraten Casper Hansen på bas.
Erann debuterede som soloartist med det dobbelt platin-sælgende album Still Believing i 2000, der solgte mere end 125.000 eksemplarer. I 2001 vandt han en Danish Music Award for Årets nye danske navn, foruden at være nomineret i yderligere fire kategorier. Samme år sang han duet med Karen Busck på "Hjertet ser" fra Buscks album af samme navn. I 2003 udsendte Erann albummet That's the Way for Me og udvælges af Folkegaven 2004 til at skrive sangen "When You Hold Me" i anledning af Kronprins Frederik og Prinsesse Marys bryllup den 14. maj 2004. Sangen gik direkte ind som nummer et på airplay-listen, og ved udgivelsen ligeledes nummer et på single-hitlisten, med et salg på 24.000 eksemplarer i den første uge.
Den 28. august 2006 udkom hans tredje album, Erann, og den 26. oktober 2009 udsendte Erann sit første og eneste dansksprogede album, Byen kalder.
I maj 2011 udkom singlen "Fell in Love" på Eranns eget selskab, Fox Off Production. Sangen er skrevet i samarbejde med Nik & Jay og produceret af house-producerteamet Deeper People. "Fell in Love" er første single fra Erann's femte studiealbum, der bl.a. er produceret af Jon & Jules.
I december 2011 medvirker Erann sammen med blandt andre Søs Fenger som gæstesolist på Gunnertoft Gospel Singer's album A Merry Little Christmas (Playground Music), hvor han synger titelsangen "Have Yourself A Merry Little Christmas". Sangen medtages desuden på EMIs NOW Christmas 2012.
Erann DD udsendte sit femte studiealbum, Rockin' My Life den 30. oktober 2015 på AEM Records og Sony Music under navnet Erann David Drori.

## Privatliv
Erann DD er gift med designeren Lizette Mikkelsen, med hvem han har tre børn.

## Uddannelse
Sankt Annæ Gymnasium (1984 - 1987[kilde mangler])

## Diskografi
som Erann DD
- Still Believing (2000)
- Live (2000)
- That's the Way for Me (2003)
- Erann (2006)
- Byen kalder (2009)
- Greatest Hits (2012)
- Rockin' My Life (2015)

som Drori-Hansen Furniture
- For Their Friends (1995)
- Family (1996)

som Zapp Zapp
- What Does Fish Is...? (1992)
- You Better Believe (1993)